# Echites
Echites é um género botânico pertencente à família Apocynaceae..